# شهرستان سوردلوفسکی (استان اریول)
شهرستان سوردلوفسکی (به لاتین: Sverdlovsky District) یک شهرستان در روسیه است که در استان اریول واقع شده‌است.